# Gravissimas
Gravissimas, en español, "Gravísimas [preocupaciones]", es la septuagésima octava encíclica del papa León XIII, escrita con fecha 16 de mayo de 1901, se dirige al patriarca de Lisboa y a los obispos de Portugal, refiriéndose a la situación en que se encuentran los religiosos de ese país, tras los decretos aprobados por el gobierno que condicionan su permanencia.

## Contexto histórico
Con anterioridad a esta encíclica el papa León XIII se había dirigido ya en dos ocasiones al episcopado portugue, con la encíclicas Pergrata Nobis, del 14 de septiembre de 1886, y con Pastoralis vigilantiae, del 25 de julio de 1891. En ambas se refleja la difícil relación existente entre la Iglesia y el Reino de Portugal reflejada entre otras cuestiones lo relativo a la presencia de las órdenes religiosas en el país. En 1834 se suprimieron todos los conventos y monasterios de Portugal y se confiscaron sus bienes.  Tras el concordato de 1886, el decreto de Hintze Ribero de ese mismo año autorizaba la presencia de las órdenes religiosas pero estableciendo determinadas condiciones.
Aunque según ese decreto se prohibían monasterios y los conventos dedicados solo a la vida monástica, el gobierno no vigiló estrictamente esa prohibición. En 1901 el denominado proceso del cónsul Calmon (1899-1901), dio lugar al estallido de revueltas anticlericales. En el proceso se debatía el deseo de la hija del cónsul de Brasil en Oporto de entrar en religión, a lo que se oponía su padre; estos hechos dieron lugar a distintas interpretaciones en la prensa, y provocó revueltas anticlericales que sacaron a la luz el hecho de que, en contra de la legislación vigente, había varios monasterios y conventos en el país. El Partido Regeneracionista, de tendencia anticlerical, reaccionó con el decreto del 18 de abril de 1901 que ordenó el cierre de las casas religiosas dedicadas exclusivamente a la vida monástica.
El papa, en esta encíclica, se refiere directamente a este decreto, mostrando su preocupación la situación creada, y pide al episcopado que pongan los medios necesarios para que puedan mantenerse las órdenes religiosas en el país.

## Contenido
El papa indica en el incipit de esta encíclica el motivo de ella.

Gravissimas inter curas, quibus in dies magis angimur ob indictum hinc illinc Religiosis Ordinibus bellum, incredibili Nobis solatio fuit communis epistola, egregia quidem et dignitatis plena, quam, por pastoralis officii munere, incolumique in Principis Maiestatem observantia, ad Fidelissimum Regem vestrum nuperrime dedistis.
En medio de las graves preocupaciones que Nos angustian cada día más a causa de la guerra declarada a las órdenes religiosas en muchos lugares, vuestra carta conjunta, eminente y llena de dignidad, que, en cumplimiento de vuestro deber pastoral y de vuestra reverencia hacia vuestro Soberano, habéis enviado recientemente a vuestro Rey, fue para Nosotros un consuelo extraordinario.
Íncipt de Gravisssima

En la carta a la que se refiere el papa el episcopado portugués había manifestado su preocupación por decretos contra las órdenes religiosas aprobados recientemente en ese país. Efectivamente, tal como el papa explica enseguida, esos decretos son contrarios a la Iglesia y al derecho  de los fieles que deseen vivir su vocación en el estado de religioso; pues imponen unas condiciones a las órdenes religiosas que pueden ser incompatibles con su propia naturaleza, pues de acuerdo con disciplina de la Iglesia católica ninguna orden religiosa puede existir si se elimina su noviciado y sus votos. Por esto, aclara el papa.

Si fuese necesario modificar las leyes propias de cada Instituto, para adaptarse a las prescripciones civiles, esto debe hacerse de tal manera que se preserve la dignidad del religioso individual y, lo más importante, que se mantenga íntegra e intacta la naturaleza de su estado santo.

El papa encomienda a los obispos de Portugal, que estudiándolo de modo conjunto, decidan los medios que han de poner para preservar las órdenes religiosas en Portugal. Lo hace así. pues ellos estando más cerca, pueden ponderar mejor la situación y las intenciones de las autoridades civiles. En todo caso, la propia Sede Apostólica establecerá, con las normas y dispensas que sean adecuadas, el modo de vida más adecuado de los religiosos que resulten expulsados fuere de su domicilio.
Concluye la carta pidiéndoles que continúen defendiendo la causa de la religión, que es también de la sociedad civil; para lo que deben orientar de modo adecuado la actuación pública de los católicos, esforzándose por unir y aumentar las fuerzas católicas, fomentando  las publicaciones y organización que defiendan los derechos de la Iglesia.